# Каменярі (театр)
Мандрівний український театр «Каменярі» — драматичний театр при Київському цукротресті, що діяв 1921—1923 років і гастролював переважно на території Київської області. В театрі працювала ціла плеяда відомих в майбутньому діячів українського театру, представників курбасівської школи.

## Загальні відомості
Пересувний театр «Каменярі» при Київському цукротресті був створений 1921 року.
На той час його очолював Павло Долина, який був головним режисером і художнім керівником. Серед артистів були А. Кордюм, М. Надемський, М. Склярова, В. Блачий, І. Гусаренко, Е. Ожеловський та ін.
Щовечора театр давав вистави. Арнольд Кордюм згадував: «Вдень переїзд — і в дощ, і в негоду, і в спеку — однаково. Наш приїзд на цукроварню на п'ятьох підводах правив за рекламу. Людей на вулиці й глядачів у залі повно. Хто брав квитки за гроші, а більшість — за цукор, борошно, яйця; хто що мав, те й ніс у касу, аби подивитись виставу. Микола Надемський грав здебільшого комедійно-характерні ролі — наприклад, маркіза в „Мірандоліні“ Гольдоні». У листопаді майже всі актори вступили у театральну майстерню «Березіль», М. Надемський перейшов в інший невеличкий театр.
1922 року вже як Мандрівний театр «Каменярі» діяв під керівництвом Василя Степановича Василька (Миляєва). Склад акторів тоді поповнили Любов Гаккебуш, Олександр Подорожний, Євгенія Петрова.
З березня 1922 до 17 березня 1923 року театр гастролював по цукроварнях Київщини, побував на 33 цукроварнях, показав вистави Карпенка-Карого, Васильченка, Львова, Гольдоні та ін. Зокрема, 5-8 липня 1922 року театр гастролював в Миронівці Київської області, де були показані вистави «Хазяїн» І. Карпенка-Карого, «Куди вітер віє» С. Васильченка, «Мірандоліна» К. Гольдоні.
1923 року театр припинив своє існування, а актори роз'їхалися по різних театрах.

## Репертуар
- «Хазяїн» І. Карпенка-Карого
- «Куди вітер віє» С. Васильченка
- «Великий комунар» М. Львова
- «Мірандоліна» К. Ґольдоні

## Персоналії
- Долина Павло Трохимович, перший режисер і художній керівник
- Василько Василь Степанович, згодом народний артист СРСР
- Гаккебуш Любов Михайлівна, згодом народна артистка УРСР
- Петрова Євгенія Олексіївна, згодом народна артистка УРСР
- Надемський Микола Захарович, актор театру і кіно
- Кордюм Арнольд Володимирович, згодом відомий кінематографіст
- Подорожний Олександр Тимофійович, курбасівський актор
- Склярова Марія Андріївна, українська актриса і режисер, учениця Леся Курбаса
- В. Блачий
- І. Гусаренко
- Е. Ожеловський